# Ernesto Labarthe
Ernesto Enrique Labarthe Flores (* 2. Juni 1956 in Lima) ist ein ehemaliger peruanischer Fußballspieler, der im Mittelfeld eingesetzt war.
Sein Vater war der Präsident von Sport Boys und so begann auch sein Sohn 1974 die Karriere bei diesem Verein. 1979 wechselte er zu CD Palestino, kehrte aber nach nur einer Saison kurz zu Sport Boys zurück, um anschließend zu CF Monterrey in Mexiko zu wechseln. Dort konnte er sich aber letztlich nicht durchsetzen und kehrte erneut zu seinem Heimatverein zurück, wo er 1983 seine Karriere beendete.
Für die peruanische Nationalmannschaft absolvierte er vier Länderspiele. Er gehörte auch zum peruanischen Aufgebot zur Fußball-Weltmeisterschaft 1978, kam dort aber nicht zum Einsatz.